# Archips crataegana
Archips crataegana es una especie de polilla del género Archips, tribu Archipini, familia Tortricidae. Fue descrita científicamente por Hubner.

## Descripción
La longitud de las alas anteriores es de 9,0-10,5 milímetros en los machos y 11,0-13,0 milímetros en las hembras.

## Distribución
Se distribuye por varios países de Europa y Japón.